# DEC Text Processing Utility
Das DEC Text Processing Utility (oder DECTPU) ist eine domänenspezifische Programmiersprache für Texteditoren, die von der Digital Equipment Corporation (DEC) entwickelt wurde, um auf einfache Weise multifunktionale Texteditoren zu entwickeln. TPU ist Teil von OpenVMS. Sie kann auf einem Terminal, einer Konsole oder auf einem grafischen System wie DECwindows verwendet werden.

## Funktionalität
TPU bietet APIs für die Verwaltung von Textbuffern in Verbindung mit APIs für die Fensterverwaltung, die auf die VT100-Terminals ausgerichtet sind. Dies ermöglichte Split-Screen-Fenster mit Scrolling und somit mehrere Ansichten desselben Fensterinhalts. Es werden auch APIs für die Tastaturbelegung bereitgestellt, die eine breite Palette von Funktionen für die Textbearbeitung ermöglichen. Benutzer können ihren eigenen spezifischen Editor schreiben, um z. B. Text oder kurze (Fehler-)Meldungen in mehrere natürliche Sprachen in einem synchronisierten kleinen Textfenster zu übersetzen.
Der Texteditor ist von anderen Programmen aufrufbar, so dass man kleine Texteditoren in Anwendungen einbauen kann, zum Beispiel in ein einfaches Mailprogramm, und somit die Ausgaben von Anwendungen in ein Textfenster umleiten, indem man die Kommunikation zwischen den Prozessen nutzt. So kann man zum Beispiel Webdienste aufrufen, die ihre Ergebnisse in einen Textpuffer zurückgeben.

## Implementationen
- EVE (Extensible Versatile Editor), der erste TPU-basierte Editor, wurde Mitte 1985 mit VAX/VMS ausgeliefert

- 1986 entwickelte DEC eine neue Version von EDT, geschrieben in TPU

- Language-Sensitive Editor, Teil von VAXset (Softwareentwicklungsplattform)

- Eine Version des vi-Editors wurde von Gregg Wonderly an der Oklahoma State University unter dem Namen TPUVI oder VITPU entwickelt.[3] VITPU ist immer noch über das DECUS-Archiv online verfügbar[4]